# Epalpus pallitarsis
Epalpus pallitarsis là một loài ruồi trong họ Tachinidae.